# Трансформерси: Почетак
Трансформерси: Почетак (енгл. Transformers One) амерички је научнофантастично-акциони анимирани филм темељен на Hasbro-вој линији играчака Трансформерси. Режирао га је Џош Кули по сценарију Ерика Пирсона, Ендруа Барера и Габријела Ферарија, према причи Барера и Ферарија. Гласовно-глумачки ансамбл чине Крис Хемсворт, Брајан Тајри Хенри, Скарлет Џохансон, Киган-Мајкл Кеј, Стив Бусеми, Лоренс Фишберн и Џон Хам. Филм приказује порекло и рани однос Оптимуса Прајма и Мегатрона и како су они заувек променили судбину Сајбертрона, матичне планете Трансформерса. Први је биоскопски анимирани дугометражни филм франшизе од филма Трансформерси: Филм (1986).
У марту 2015, након објављивања филма Трансформерси: Доба изумирања (2014), Paramount Pictures је задужио Акиву Голдсмана да оформи екипу писаца како би створио идеје за потенцијалне будуће филмове о Трансформерсима. До маја 2015, Барер и Ферари су се придружили као писци и дошли на идеју о анимираном преднаставку постављеном на Сајбертрону. Филм је најављен у августу 2017, а до априла 2020. Кули је ангажован да режира. Услуге анимације обезбедила је компанија Industrial Light & Magic, а музику је компоновао Брајан Тајлер.
Филм је премијерно приказан у Сиднеју, у Аустралији, 11. септембра 2024, а 20. септембра га је Paramount Pictures објавио у САД. Филм је примио углавном позитивне рецензије критичара, који су хвалили причу, хумор, акционе секвенце, анимацију и гласовну глуму.
У Србији, филм је премијерно приказан 14. септембра 2024, а пуштен је у биоскопе 19. септембра, у дистрибуцији Taramount Film-а. Гласове у српској синхронизацији су позајмили Ненад Хераковић, Марко Марковић, Јелисавета Кораксић, Борис Лукман, Драган Вујић и Александар Глигорић, а режирао ју је Марко Марковић.

## Улоге
| Улога                    | Оригинални глас         | Српски глас         |
| ------------------------ | ----------------------- | ------------------- |
| Орион Пакс/Оптимус Прајм | Крис Хемсворт           | Ненад Хераковић     |
| Д-16/Мегатрон            | Брајан Тајри Хенри      | Марко Марковић      |
| Б-127/Бамблби            | Киган-Мајкл Кеј         | Борис Лукман        |
| Елита 1                  | Скарлет Џохансон        | Јелисавета Кораксић |
| Сентинел Прајм           | Џон Хам                 | Александар Глигорић |
| Алфа Трион               | Лоренс Фишберн          | Драган Вујић        |
| Старскрим                | Стив Бусеми             | Милан Антонић       |
| Шоквејв                  | Џејсон Конописос        | Милан Тубић         |
| Саундвејв                | Џон Бејли               | Милан Тубић         |
| Арахнид                  | Ванеса Лигуори          | Душица Новаковић    |
| Дарквинг                 | Ајзак Ч. Синглтон Млађи | Бојан Хлишћ         |